# Garnizon Elbląg
Garnizon Elbląg – garnizon wojskowy Wojska Polskiego, wcześniej armii pruskiej.
Rozporządzeniem Ministra Obrony Narodowej z 10 sierpnia 2022 w sprawie utworzenia, przekształcenia i zniesienia garnizonów oraz określenia zadań, siedzib i terytorialnego zasięgu właściwości ich dowódców, określono  terytorialny zasięg Garnizonu Elbląg. Obejmuje on (2022) miasto Elbląg oraz powiat elbląski.

## Czasy niemieckie
Przed II wojną światową należał do "Okręgu Wojskowego Nr 1 – Prusy Wschodnie". W latach trzydziestych XX wieku Elbląg stał się jednym z większych miast garnizonowych w III Rzeszy. W różnych częściach miasta zostały wzniesione budynki koszarowe dla artylerii, kawalerii, wojsk inżynieryjnych i piechoty. Zgromadzenie w mieście dużej liczby wojska nadało mu charakter militarny, ale z drugiej strony spowodowało rozwój infrastruktury miejskiej. Pojawiły się wojskowe osiedla mieszkaniowe, przy ul. Komeńskiego oddano do użytku duży i nowocześnie urządzony szpital wojskowy, a na południe od Dworca Głównego oddano lotnisko liczące 90 ha powierzchni. Przy lotnisku została otwarta szkoła lotnictwa wojskowego.
Wojsko na terenie miasta zostało zgrupowane głównie w 6 zespołach koszarowych:
- Danziger Kaserne (Koszary Gdańskie) – obecna ul.Saperów;
- Gallwitz Kaserne (Koszary im. gen. von Gallwitz'a) – w rogu obecnych ulic Grottgera i Łęczyckiej;
- Mudra Kaserne (Koszary im. gen. von Mudra) – obecna ul.Mazurska;
- Unger Kaserne (Koszary im. gen. von Unger'a) – wschodnie koszary przy ul.Królewieckiej;
- Hanseaten Kaserne (Koszary Hanzeatyckie) – zachodnie koszary przy ul.Królewieckiej;
- lotnisko Eichwalde – ul.Lotnicza.

Pod koniec II wojny światowej stacjonowały tu jednostki:
- z 561 dywizji piechoty:
  - 1124 pułk piechoty
  - 1144 pułk piechoty
  - 1561 batalion saperów
- z 7 dywizji pancernej:
  - 6 pułk zmotoryzowany
  - 7 pułk zmotoryzowany
- z 13 dywizji pancernej:
  - wydzielone pododdziały 4 pułku czołgów
- z 28 lekkiej dywizji strzelców (Jägerdivision)
  - 83 pułk piechoty
- z 170 dywizji piechoty:
  - 241 pułk zapasowy
- a poza tym:
  - pozostałości 391 pułku piechoty
  - 37 batalion morski
  - 312 batalion morski
  - 233 dywizjon artylerii przeciwlotniczej
  - dwa bataliony karabinów maszynowych "Wisła" i "Pregoła"
  - zbiorcza grupa bojowa pododdziałów zapasowych i szkolnych:
    - zapasowy zmotoryzowany batalion piechoty
    - zapasowa kompania przeciwpancerna
    - szkolny batalion czołgów
    - szkolna kompania rozpoznawcza
    - szkolny batalion saperów
    - szkolny dywizjon artylerii
    - pododdziały "Volkssturmu"
- z sił powietrznych:
  - pułk lotniczy Richthofen
  - 33 Regiment Wyszkolenia Powietrznego

## Czasy powojenne
W okresie powojennym w Elblągu znajdowały się (w nawiasach – lata stacjonowania w garnizonie Elbląg):
- 5 Pułk Lotnictwa Szturmowego (1947-1952)
- Szkoła Chorążych Wojsk Zmechanizowanych
- Podoficerska Szkoła Zawodowa im.Rodziny Nalazków (od 5.07.1961-??)
- Centralny Ośrodek Szkolenia Wojsk Lądowych im. Rodziny Nalazków
- 4 Pułk Czołgów Ciężkich
- 55 Elbląski Pułk Piechoty
- 58 Pułk Czołgów
- 60 Pułk Czołgów
- 1 Warszawski Pułk Czołgów, kolejno jako:
  - 1 Warszawski Pułk Czołgów (od ?? do 1989)
  - 100 Pułk Zmechanizowany (od 1989 – 1995)
  - 14 Brygada Zmechanizowana (1995-2001)
- 20 Dywizjon Artylerii Przeciwpancernej
- 18 Batalion Rozpoznawczy (do 1994 roku jako 17 batalion rozpoznawczy)
- 43 Batalion Łączności (od 1949, w 1995 tworzy 16 batalion dowodzenia)
- Kompania Ochrony i Regulacji Ruchu 16 DZ (w 1995 tworzy 16 batalion dowodzenia)
- 32 Kompania Dowodzenia Szefa OPL 16 DZ (w 1995 tworzy 16 batalion dowodzenia)
- 48 Bateria Dowodzenia Szefa Artylerii 16 DZ (w 1995 tworzy 16 batalion dowodzenia)
- 13 Elbląski Pułk Przeciwlotniczy (od 1950 jako dywizjon, w 1967 rozwinięty w pułk, do 2011)
- 16 Batalion Medyczny (1999-2009)
- 16 Kompania Chemiczna (2001-2010)
- 14 Batalion Usuwania Zniszczeń Lotniskowych (1954-2010)
- 110 Szpital Wojskowy z Przychodnią (do 2012)
- 16 Batalion Zaopatrzenia (do 2012)
- 16 Batalion Dowodzenia (1995-2018)[2]
- Dowództwo i sztab 16 Pomorskiej Dywizji Zmechanizowanej (od 1990, w 2017 przeniesiona do Białobrzegów)[3]
- 16 Żuławski Batalion Remontowy (1967-2019)[4]

## Czasy obecne
Terytorialny zasięg właściwości Dowódcy Garnizonu Elbląg obejmuje swoim obszarem:
- miasto na prawach powiatu:
  - Elbląg
- gminy miejsko-wiejskie
  - Młynary
  - Pasłęk
  - Tolkmicko
- gminy wiejskie
  - Elbląg
  - Godkowo
  - Gronowo Elbląskie
  - Markusy
  - Milejewo
  - Rychliki

Obecnie Wojsko Polskie korzysta głównie z przedwojennej infrastruktury koszarowej. Przy czym część została oddana w cywilną administrację:
- lotnisko wojskowe od 1957 zajmuje Aeroklub Elbląski
- "Koszary Gdańskie" zostały na początku lat 90. przekazane dla miasta i obecnie znajduje się tam tzw. "miasteczko szkolne"
- większość terenu placu ćwiczeń taktycznych "Modrzewina" zostało przekazane miastu pod budowę nowej dzielnicy miasta
- Elbląski Szpital Specjalistyczny z Przychodnią (powstały z przekształcenia szpitala wojskowego)

Obecnie w Elblągu pozostały następujące jednostki:
- Pułk Wsparcia Dowodzenia Dowództwa Wielonarodowej Dywizji Północny-Wschód (utworzony w oparciu o 16 batalion dowodzenia)[2]
- 16 Pułk Logistyczny (utworzony w oparciu o 16 batalion remontowy)[4]
- 2 Dywizjon Rakietowy 15 Gołdapskiego Pułku Przeciwlotniczego (w 2010 roku wyodrębniony ze struktur 13 Pułku Przeciwlotniczego)
- 21 Wojskowy Oddział Gospodarczy
- Skład 2. Regionalnej Bazy Logistycznej
- Oddział Żandarmerii Wojskowej w Elblągu
- Orkiestra Wojskowa w Elblągu
- Wojskowa Pracownia Psychologiczna
- Wojskowa Komenda Uzupełnień w Elblągu

Ponadto w Elblągu stacjonuje jednostka wchodząca w struktury NATO:
- Multinational Division North East (pol. Dowództwo Wielonarodowej Dywizji Północny-Wschód)[6]